# Josef Meinrad

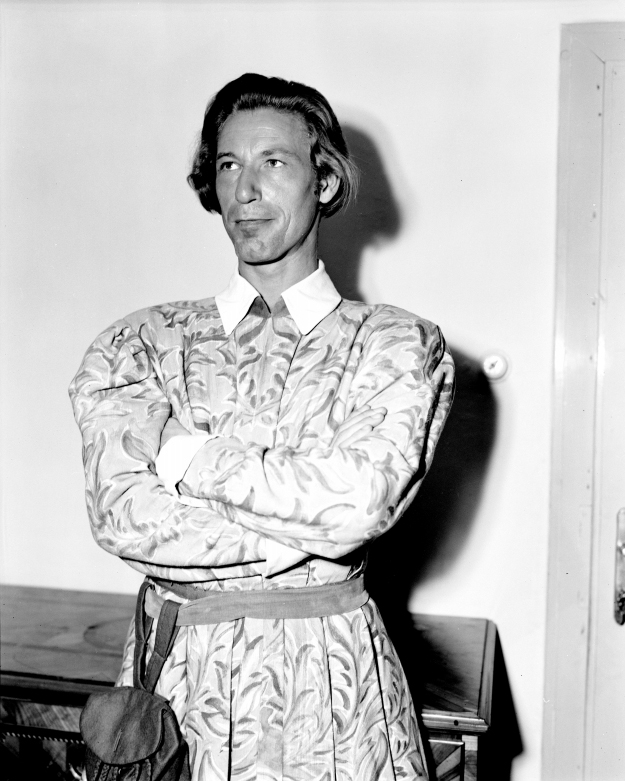
Rollenbild als Guter Gesell, Juli 1947

Josef Meinrad, eigentlich Josef Moučka, (* 21. April 1913 in Wien; † 18. Februar 1996 in Großgmain, Salzburg) war ein österreichischer Kammerschauspieler und ab 1959 der Träger des Iffland-Ringes.

## Leben
Meinrad war das sechste und jüngste Kind des Straßenbahnfahrers Franz Moučka und dessen zweiter Ehefrau Katharina verw. Papež geb. Zyka. Nach dem Besuch der Volksschule von 1919 bis 1924 erhielt er einen Freiplatz im Redemptoristen-Gymnasium Katzelsdorf bei Wiener Neustadt.
Meinrad wollte zuerst Priester werden, verließ aber 1929 das Internat und machte eine kaufmännische Lehre in einer Lackfabrik. Zugleich nahm er Unterricht an der Schauspielschule Kestranek am Getreidemarkt und wurde schließlich Schauspieler.
1930 trat er bei den Hans-Sachs-Festspielen in Korneuburg erstmals öffentlich auf, wobei er sich bereits Meinrad nannte. Trotz weiterer kleiner Theaterrollen legte er 1932 die kaufmännischen Lehrprüfungen ab und blieb bis 1935 Büropraktikant. Ab 1936 trat er vermehrt auf Kleinbühnen, wie dem Wiener Kabarett ABC, auf und bestand am 15. Mai 1937 vor dem Ring der österreichischen Bühnenkünstler die Schauspielprüfung. Nach Gastspielen an verschiedenen Wiener Bühnen erhielt er im Herbst 1939 ein Engagement am Theater Die Komödie. Nach einem kurzen Zwischenspiel am Burgtheater war Meinrad von Dezember 1940 bis September 1944 während der Besatzung durch die Wehrmacht am Deutschen Theater in Metz, das als „Fronttheater“ galt, bei der Truppenbetreuung tätig.

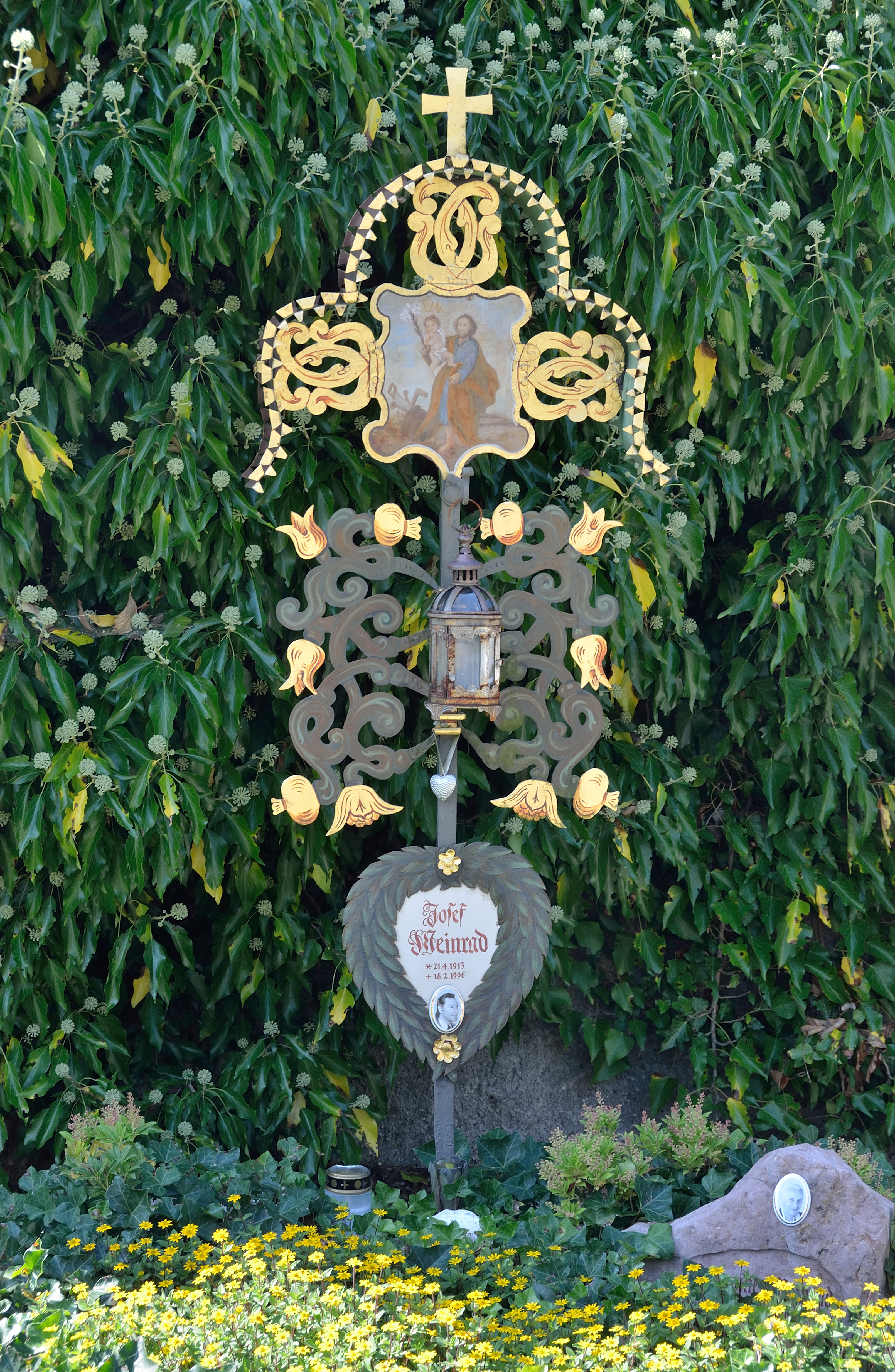
Das Grab von Josef Meinrad und Germaine Renée Clement auf dem Friedhof von Großgmain (Foto von 2018)

Bereits am 22. Oktober 1945 stand er in Wien erneut auf der Bühne. Im Juli 1947 war er der „Gute Gesell“ im Jedermann bei den Salzburger Festspielen, und im Oktober desselben Jahres wurde er am Burgtheater engagiert. Er gehörte dem Ensemble bis zu seinem 65. Geburtstag 1978 an. Von 1947 bis 1983 trat er am Burgtheater in 195 Bühnenrollen vor das Publikum. Berühmt wurde Meinrad durch seine Darstellung von Nestroy- und Raimund-Charakteren. Fast alljährlich war er auch bei den Salzburger und Bregenzer Festspielen vertreten, darüber hinaus lieferte er zahlreiche Gastspiele an anderen Bühnen. Einen großen Bühnenerfolg feierte er als Don Quijote in dem Musical Der Mann von La Mancha von Dale Wasserman, das am 4. Jänner 1968 am Theater an der Wien die deutsche Erstaufführung erlebte. Meinrad trug ab 1959 den Iffland-Ring, welchen er an Bruno Ganz weitergab.
Meinrads Rollen in Filmen und im Fernsehen fielen im Vergleich zu seiner Berühmtheit als Theaterschauspieler eher bescheiden aus. Bekannt wurde er vor allem durch die drei Sissi-Filme mit Romy Schneider, in denen er Hauptmann / Oberst Böckl, den Adjutanten der Kaiserin, spielte. Außerdem war er neben Schneider in Die Deutschmeister, Die Halbzarte, Die schöne Lügnerin und 1963 in einem seiner wenigen internationalen Filme, in Otto Premingers Der Kardinal, zu sehen. 
1975 spielte er in der Operette Die schöne Helena den König Menelaos im TV-Film von Franz Allers.
Am 17. April 1983 hatte Meinrad als Theodor in Hugo von Hofmannsthals Der Unbestechliche seine letzte Premiere am Burg- beziehungsweise Akademietheater: In dieser Rolle trat er am 12. Dezember 1984 auch letztmals in seinem Stammhaus auf. Im April 1987 trat er in der Bürgersaalkirche in München mit dem Monolog-Stück Ich schweige nicht als Pater Rupert Mayer das letzte Mal vor die Öffentlichkeit. Meinrad, der ab dem 11. April 1950 mit der Französin Germaine Renée Clement verheiratet war, erlag am 18. Februar 1996 einem Krebsleiden. Er wurde auf dem Friedhof von Großgmain beerdigt. Seine Ehefrau Germaine starb im August 2006 und wurde neben ihm beigesetzt.
Bereits am 15. September 1997 benannte die Stadt Wien zu seinen Ehren den bis dahin unbenannten Platz neben dem Wiener Burgtheater Josef-Meinrad-Platz.

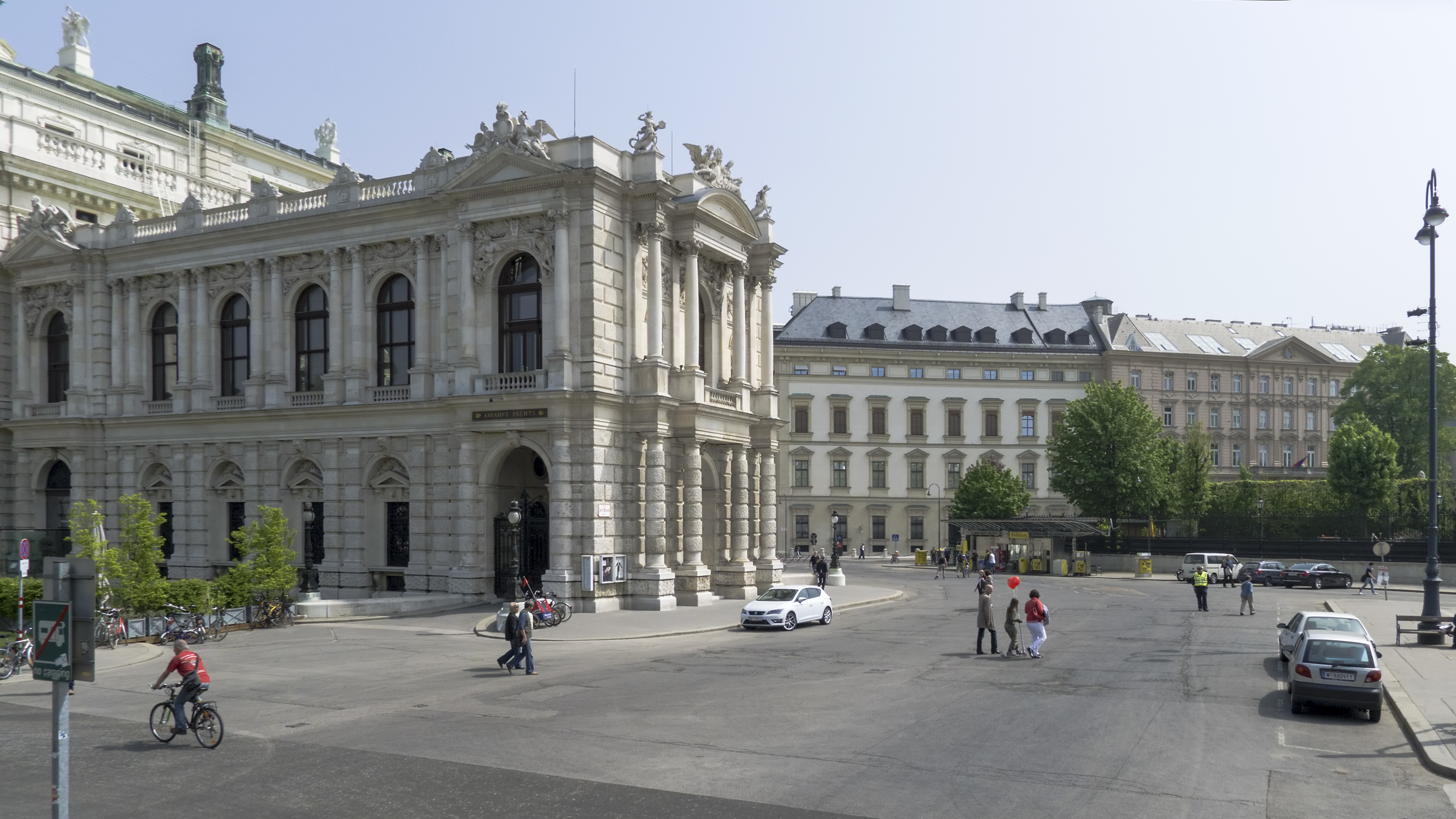
Josef-Meinrad-Platz in Wien 1 beim Burgtheater; Blickrichtung Nordosten (2013)
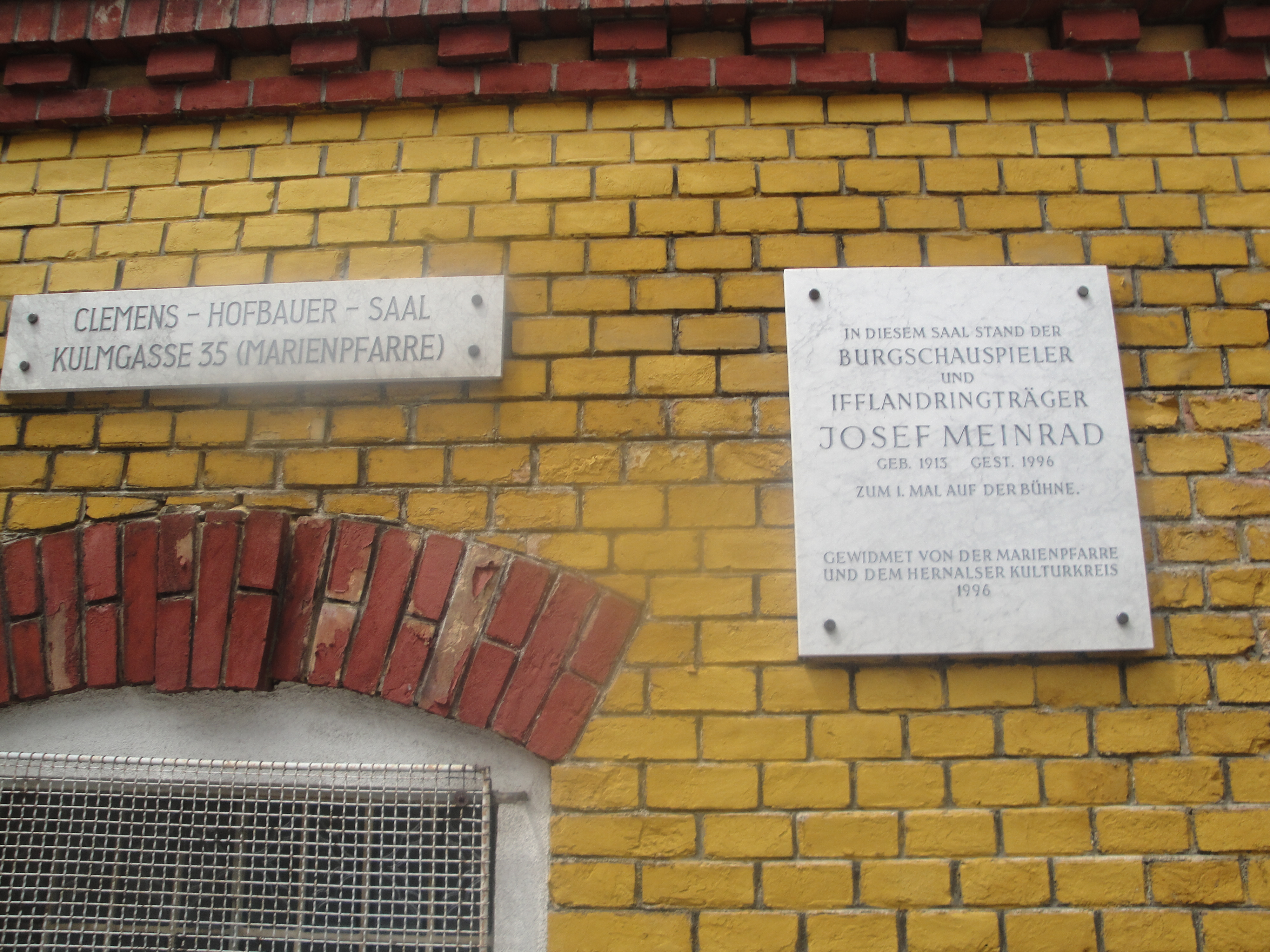
Gedenktafel zum Bühnendebüt von Josef Meinrad (2010)

## Filmografie (Auswahl)
- 1947: Die Welt dreht sich verkehrt
- 1947: Triumph der Liebe
- 1948: Der Prozeß
- 1948: Anni
- 1948: Rendezvous im Salzkammergut
- 1948: Fregola
- 1949: Das Siegel Gottes
- 1949: Mein Freund Leopold (Mein Freund, der nicht nein sagen kann)
- 1950: Prämien auf den Tod
- 1950: Der Wallnerbub (Das Jahr des Herrn)
- 1950: Jetzt schlägt’s 13 (Es schlägt 13)
- 1950: Der Theodor im Fußballtor
- 1950: Erzherzog Johanns große Liebe
- 1951: Eva erbt das Paradies
- 1952: Der bunte Traum
- 1952: 1. April 2000
- 1953: Fräulein Casanova
- 1953: Der Verschwender
- 1954: Weg in die Vergangenheit
- 1954: Geld aus der Luft
- 1954: Kaisermanöver
- 1954: Pepi Columbus (Dokumentarfilm)
- 1955: Sissi
- 1955: Um Thron und Liebe
- 1955: Don Juan
- 1955: Die Deutschmeister
- 1955: Der Kongreß tanzt
- 1955: Seine Tochter ist der Peter
- 1956: Opernball
- 1956: Sissi, die junge Kaiserin
- 1956: Die Trapp-Familie
- 1956: August der Halbstarke
- 1957: Familie Schimek
- 1957: Die unentschuldigte Stunde
- 1957: Auf Wiedersehen, Franziska!
- 1957: Sissi – Schicksalsjahre einer Kaiserin
- 1958: Solang’ die Sterne glüh’n (Zirkuskinder)
- 1958: Man ist nur zweimal jung
- 1958: Die Trapp-Familie in Amerika
- 1958: Die Halbzarte
- 1959: Whisky, Wodka, Wienerin (Rendezvous in Wien)
- 1959: Die schöne Lügnerin
- 1959: Bezaubernde Arabella
- 1961: Der Bauer als Millionär
- 1961: Kaiserliche Hoheit (Napoléon II L’Aiglon)
- 1963: Der Kardinal
- 1963: Liliom
- 1963: Der Verschwender (Theater an der Wien, Rolle: Valentin)
- 1964: Der Verschwender
- 1965: Don Quijote von der Mancha
- 1965: Klaus Fuchs – Geschichte eines Atomverrats
- 1966–1972: Pater Brown (Fernsehserie, 38 Folgen)
- 1967: Der Tod läuft hinterher
- 1971: Der Kommissar (Episode: Langankes Verwandte)
- 1973: Was Ihr wollt (Salzburger Festspiele – Otto Schenk)
- 1974: Der Räuber Hotzenplotz (als Petrosilius Zwackelmann)
- 1974: Die schöne Helena
- 1975: Der Kommissar (Episode: Der Tod des Apothekers)
- 1977: Gaslicht
- 1980: Ringstraßenpalais (Fernsehserie)
- 1981: Das Traumschiff – Liebe für Alice (Folge 3, als Herr Eschenbach)
- 1983: Waldheimat  (als Pfarrer)
- 1983: Das Traumschiff: Marrakesch – (als Herr van Craan)
- 1984: Die Fledermaus
- 1984: Der Unbestechliche (Rolle: Theodor)
- 1984–1985: Der Sonne entgegen (Fernsehserie)
- 1986: Herschel und die Musik der Sterne (Fernsehfilm)
- 1988: Der Vorhang fällt (Fernsehfilm)
- 1989: Ein Heim für Tiere (Fernsehserie, eine Folge)
- 1993: Ora et labora (Fernsehserie)

## Synchronisation
Für die deutschsprachige Version der Zeichentrickserie Es war einmal … der Mensch von Albert Barillé synchronisierte Meinrad die Figur des alten, weißhaarigen „Maestro“ und übernahm den Text des Erzählers, der im Original vom Schöpfer der Serie gesprochen wurde.

## Hörspiele (Auswahl)
- 1946: Anton Wildgans: In Ewigkeit Amen (L. Kritzenberger) – Regie: Hans Herbert (Hörspielbearbeitung – ORF Wien)
- 1947: Aldo de Benedetti: Ich kenne dich nicht mehr – Regie: Guido Wieland (Hörspielbearbeitung – ORF Wien)
- 1948: Sutton Vane: Überfahrt (William Duke) – Bearbeitung und Regie: Hans Nüchtern (Hörspielbearbeitung – ORF Wien)
- 1949: Ladislaus Fodor: Liebe ist nicht so einfach (Erwin) – Bearbeitung und Regie: Hans Nüchtern (Hörspielbearbeitung – ORF Wien)
- 1949: Alexander Nikolajewitsch Ostrowski: Die Wölfe – Regie: Heinz Schulbaur (Hörspielbearbeitung – ORF Wien)
- 1950: J.M. Crawford: Hofloge – Regie: Franz Hoffmann (Hörspielbearbeitung – ORF Wien)
- 1950: Juliane Kay: Das hohe Haus (Karl Heidt) – Regie: Julius Filip (Hörspielbearbeitung – ORF Wien)
- 1950: Franz Paul: Brasilianischer Kaffee. Musikalisches Lustspiel – Regie: Nicht angegeben (Hörspiel – ORF Wien)
- 1953: Erich Kuby: Der verschwundene Graf (Polizeipräsident) – Regie: Gert Westphal (Hörspiel – NWDR)
- 1954: Richard Billinger: Das Haus (Max Auffolter) – Regie: Walter Ohm (Hörspielbearbeitung – BR)
- 1954: Jean Bard: Wenn du verheiratet bist (Ludwig) – Übersetzung, Bearbeitung und Regie: Otto Ambros (Hörspielbearbeitung – ORF Wien)
- 1955: Jean Baptiste Molière: Georges Dandin (George Dandin) – Bearbeitung und Regie: Otto Ambros (Hörspielbearbeitung – ORF Wien)
- 1955: Walter Oberer: Karl Kunz sucht Julia (Karl Kunz) – Regie: Hanns Korngiebel (Hörspiel – RIAS Berlin)
- 1956: Ferdinand Raimund: Der Verschwender (Valentin) – Regie: Otto Ambros (Hörspielbearbeitung – ORF Wien)
- 1957: Karl Wittlinger: Kennen Sie die Milchstraße? (Patient) – Regie: Werner Hausmann (Hörspielbearbeitung – DRS/ORF Wien)
- 1957: Henri Gheon: Weihnachten auf dem Marktplatz (Josaphat) – Regie: Julius Filip (Hörspielbearbeitung – ORF Wien)
- 1957: Johann Nestroy: Zu ebener Erde und erster Stock oder Die Launen des Glücks (Damian Stutzel) – Regie: Erich Schwanda (Hörspielbearbeitung – ORF Wien/RIAS Berlin)
- 1958: Hugo von Hofmannsthal: Der Unbestechliche (Theodor, Diener) – Regie: Cläre Schimmel (Hörspielbearbeitung – SDR)
- 1959: Johann Nestroy: Der böse Geist Lumpazivagabundus oder Das liederliche Kleeblatt (Leim, Tischlergesell) – Regie: Erich Schwanda (Hörspielbearbeitung – ORF Wien/NDR/BR)
- 1960: Johann Nestroy: Der böse Geist Lumpazivagabundus 2. Teil oder Der Weltuntergang oder Die Familien Zwirn, Knieriem und Leim (Leim, Tischlergesell) – Regie: Erich Schwanda (Hörspielbearbeitung – ORF Wien/NDR/BR)
- 1960: Gerhard Fritsch, Franz Hiesel: Die Reise nach Österreich (5. Teil: Empfang in Stockington) (Hasnedl) – Regie: Gerlach Fiedler (Original-Hörspiel – NDR/ORF)
- 1963: Max Zweig: Franziskus (Franziskus von Assisi) – Regie: Josef Gielen (Hörspiel – ORF Vorarlberg/BREG.F.)
- 1964: Eduard König: Kopf mit Flossen (Anselm) – Regie: Walter Wefel (Originalhörspiel – ORF Vorarlberg/DRS)
- 1965: Roman Brandstaetter: Der Tag des Zorns (Emmanuel Blatt) – Regie: Wolfgang Liebeneiner (Hörspiel – ORF Vorarlberg/BREG.F.)
- 1966: William Shakespeare: Ein Sommernachtstraum (Zettel (Pyramus)) Regie: Leopold Lindtberg (Hörspielbearbeitung – ORF Salzburg/SBGF)
- 1975: Arthur Schnitzler: LIEBELEI (Theodor Kaiser) – Regie: Heinrich Schnitzler (Hörspielbearbeitung – Verlag (Übernahme))
- 1983: Friedrich Torberg: Der letzte Ritt des Jockeys Matteo (Matteo) – Regie: Ferry Bauer (Hörspielbearbeitung – ORF Oberösterreich)
- 2001: Diverse: Theater ohne Vorhang (9) Josef Meinrad im Hörspielstudio – Bearbeitung und Regie: Klaus Gmeiner  (Sendefolge – ORF Salzburg)
- 2001: William Shakespeare: Theater ohne Vorhang (14) Ein Sommernachtstraum – Bearbeitung: Klaus Gmeiner, Regie: Leopold Lindtberg  (Sendefolge – ORF Salzburg)

Quellen: Ö1-Hörspieldatenbank und ARD-Hörspieldatenbank

## Trivia
Josef Meinrad war bekannt für den Besitz eines anthrazitfarbenen Rolls-Royce Silver Shadow aus dem ersten Modelljahr, er erhielt sein Fahrzeug mit der Fahrgestellnummer SRX1284 als österreichische Einzelgenehmigung im Juli 1968 als Zweitbesitzer zugelassen. Meinrad, der ein großer Rolls-Royce-Fan war, soll stets sehr zufrieden mit dem Wagen gewesen sein. Nachdem er gesundheitsbedingt das Autofahren aufgegeben hatte, stellte er sich das Auto in das große Wohnzimmer seines Hauses in Großgmain.
Dass der als bescheiden bekannte Schauspieler sich ausgerechnet einen Rolls-Royce kaufte, stieß auf viel Unverständnis und sorgte auch für Kritik. So soll die Burgschauspielerin Adrienne Gessner gemeint haben: „Seit der Pepi den Rolls-Royce hat, ist er noch bescheidener geworden“. Der Karikaturist Erich Sokol zeichnete Meinrad in seiner Paraderolle als Don Quijote mit dem Rolls-Royce-Emblem auf dem Helm.

## Auszeichnungen
- 1955: Ernennung zum Kammerschauspieler
- 1959: Iffland-Ring
- 1961: Blue Ribbon Award des National Screen Council
- 1963: Kainz-Medaille
- 1963: Österreichisches Ehrenkreuz für Wissenschaft und Kunst I. Klasse
- 1973: Ehrenmitglied des Burgtheaters Wien
- 1980: Ehrenring der Stadt Bregenz
- 1983: Raimund-Ring des Bundesministeriums für Unterricht, Kunst und Kultur
- 1983: Ehrenring der Stadt Wien
- 1985: Nestroy-Ring
- 1997: Josef-Meinrad-Platz neben Wiener Burgtheater durch Stadt Wien[5]